# Miguel Batista
Miguel Descartes Jerez Batista (Santo Domingo, 19 de febrero de 1971) es un ex lanzador dominicano que jugó para las Grandes Ligas desde 1992 hasta 2012. Batista también es escritor.

## Carrera

### Arizona Diamondbacks
Durante su carrera, Batista ha jugado para doce equipos, actualmente es el segundo jugador en la historia de la MLB que ha jugado para más organizaciones y fue utilizado ampliamente tanto como lanzador abridor y relevista. Su mejor temporada fue en 2001, 2003 y 2007 con los Diamondbacks de Arizona y Los Marineros de Seattle, cuando se fue de 11-8 y 10-9 y 16-10 con 3.36 y 3.54 de efectividad, respectivamente.

### Toronto Blue Jays
Firmó un contrato de tres años y $13.1 millones con los Azulejos de Toronto antes de la temporada de 2004 y terminó siendo el cerrador del equipo gracias a su versatilidad de poder llenar todos los roles y la falta del equipo de Los Azulejos de un cerrador estable. En 2005, Batista fue el cerrador de los Azulejos y alcanzó 31 salvamentos de 39 oportunidades. Al año siguiente los Azulejos firmaran a B. J. Ryan para ser su nuevo cerrador y canjearon a Batista junto al segunda base Orlando Hudson nuevamente a los Diamondbacks en la temporada de invierno del 2005 por Troy Glaus y el prospecto Sergio Santos. El récord de Batista en 2006 con Arizona fue 11-8 con una efectividad de 4.58. Donde lideró toda la liga mayor en que le batearan para doble matanzas con 32 y en juegos sin decisión con 14.

### Seattle Mariners

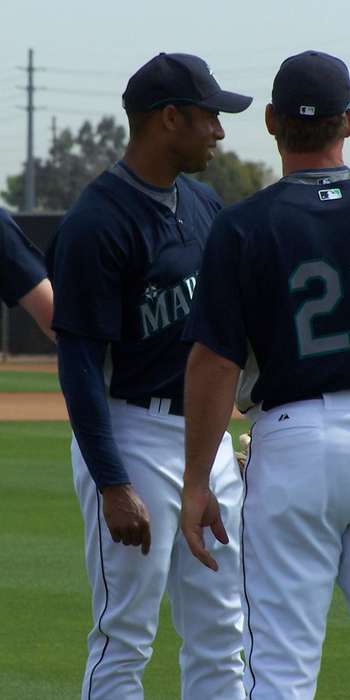
Batista en marzo de 2009 con los Marineros de Seattle

Después de la temporada, los Diamondbacks le ofrecieron arbitraje a Batista, ya que era agente libre, pero Arizona no estaba dispuesto a comprometerse con un acuerdo de varios años. En diciembre, Batista firmó un contrato por tres años con los Marineros de Seattle por un valor de $24 millones. Batista tuvo una sólida primera temporada con los Marineros, yéndose de 16-11 con una efectividad de 4.29. Durante la temporada baja, Batista lanzó para las Águilas Cibaeñas de la Liga Dominicana.
Durante el año 2008, debido a una lesión en la espalda tuvo el menor porcentaje de salidas de calidad (Quality start) en las Grandes Ligas, en 25%, y el menor número de entradas lanzadas por salida, en 4.6. Lanzó strikes en el 57% de sus pitcheos, el porcentaje más bajo en las Grandes Ligas. En 2009, fue movido al rol de lanzador relevista en el bullpen por un largo tiempo.
El 6 de noviembre de 2009, Batista se declaró agente libre.

#### Nominación al Premio Roberto Clemente
El 2 de septiembre de 2009, Batista fue nominado para el Premio Roberto Clemente. Fue nominado porque en la temporada baja, viajó por todo Estados Unidos y América Latina y gran parte de Sudamérica para entregar equipos de béisbol, suministros médicos, y para hablarle a los niños de todas las edades sobre la importancia de la educación y la determinación. Batista dijo:

"He estado en tantos países y he visto las reacciones de muchos niños cuando se hace algo por ellos, creo que es lo más gratificante que podemos hacer. Sería un gran honor para cualquiera, pero especialmente satisfactorio para un jugador latino. Recuerdo haber hablado con [Albert] Pujols al respecto. Él lo ganó el año pasado y nos pusimos de acuerdo que probablemente significa más para nosotros de lo que a otras personas debido a lo que Roberto Clemente fue. Ha habido un montón de grandes jugadores latinos, pero nadie hizo lo que hizo él..."

### Washington Nationals

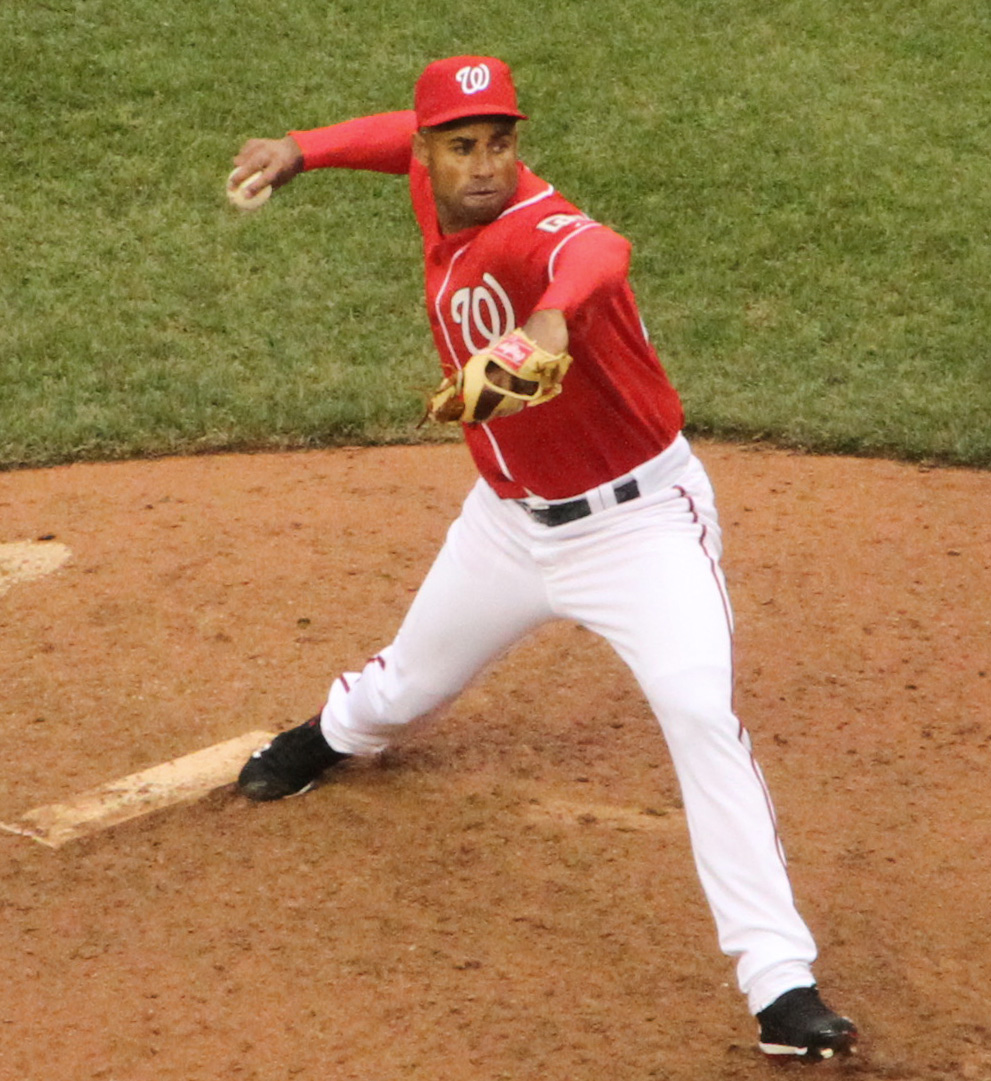
Batista en abril de 2010 lanzando para los Nacionales de Washington

El 29 de enero de 2010, Batista aceptó un contrato de ligas menores con los Nacionales de Washington con una invitación al spring training. El 27 de julio de 2010, Batista fue llamado para reemplazar al lesionado Stephen Strasburg 10 minutos antes del tiempo de juego. Sorprendentemente, Batista lanzó cinco entradas en blanco, permitiendo tres hits y seis ponches. Tras el juego, en el que fue abucheado dos veces por reemplazar al popular Stephen Strasburg, Batista dijo a los periodistas, "Imagínate, si vas allí para ver a Miss Universo -. y al final terminas viendo a Miss Iowa". Cuando Miss Iowa USA Katherine Connors escuchó el comentario, ella respondió en un comunicado, "Sé que puedo lanzar una o dos veces! La pregunta sería, ¿Puede Miguel Batista caminar por la pasarela en traje de baño?" Batista le envió flores y fue invitada a lanzar el primer pitcheo del ceremonial en el Nationals Park el 30 de julio de 2010. Más tarde, Batista aclaró su comentario diciendo: "La gente empezó a abuchearme, sin haberme visto lanzar en el terreno de juego. Es como que tú escuches 'Miss Iowa, y dices, Iowa? Y luego la ves de cerca y dices, 'Wow, ella es hermosa". Batista ha sido invitado a ser juez en el certamne Miss Iowa USA 2011. Batista terminó la temporada con 3.87 de efectividad y se convirtió en agente libre.

### St.Louis Cardinals
Los Cardenales de San Luis anunciaron que Miguel Batista firmó un contrato de ligas menores el 14 de enero de 2011. En un juego de spring training, Batista golpeó con un lanzamiento al campocorto de los Nacionales de Washington Ian Desmond en la espalda. Más tarde, cuando se le preguntó a Desmond si le había herido el lanzamiento de Batista, Desmond el cual guarba una buena amistad con el Batista respondió: "Miggy lanza como Miss Iowa. No es gran cosa".
Batista hizo su primera aparición con los Cardenales en el opening day de la temporada 2011.
El viernes 22 de abril, con el mal tiempo que hacía cada vez más probable de un retraso por la lluvia en el primer lanzamiento, los Cardenales optaron por cambiar su lanzador abridor para el juego - pidiendo a Batista hacer su primera apertura de la temporada en favor del lanzador programado Kyle McClellan. La lluvia comenzó a caer al inicio del juego según lo previsto y los umpires optaron por posponerlo por razones de lluvia. Dos horas más tarde, los Cardenales fueron capaces de enviar a su lanzador programado McClellan al montículo, mientras que sus opositores los Rojos de Cincinnati habían perdido a su abridor.
Al día siguiente, esta vez después de una demora de 42 minutos por lluvia, los Cardenales volvieron a pedir a Batista - esta vez como relevista en el octavo inning. Después de hacerle el primer out a Ryan Hanigan, Batista se metió en problemas. Un error del tercera base David Freese puso un hombre en segunda con un solo out. Después de ponchar a Brandon Phillips y darle base por bolas intencionalmente a Joey Votto, Batista golpeó a Jonny Gomes con un conteo de 0-2 para llenar las bases. Debido a está tensa situación, Batista fue relevado por el zurdo Trever Miller quien más adelante fue relevado por el cerrador Ryan Franklin quien permitió un sencillo del venezolano Miguel Cairo para darle a los Rojos dos carreras más, quedando Batista como el lanzador perdedor del partido. A pesar de haber sido el lanzador perdedor, Batista se convirtió, según los comentaristas, en el primer lanzador desde 2005 en iniciar un juego y luego relevar en el siguiente.
Fue liberado el 22 de junio, después de registrar una efectividad de 4.90 en 29 1/3 entradas.

### New York Mets
Batista firmó un contrato de ligas menores con los Mets de Nueva York el 4 de julio de 2011. El 28 de agosto los Mets seleccionaron su contrato desde Buffalo Bisons en Triple-A. Batista hizo su primera apertura con los Mets el 1 de septiembre de 2011, ganando el juego 100 de su carrera y convirtiéndose en apenas el lanzador dominicano número 9 de toda la historia en ganar 100 partidos o más a la fecha y el segundo dominicano en toda la historia en ganar mínimo 40 partidos o más en ambas ligas. El 28 de septiembre de 2011, en el último juego de la temporada de los Mets de Nueva York, Batista abrió contra los Rojos de Cincinnati luego de estar en el bullpen por 28 días y lanzó una blanqueada en un juego completo de dos hits. Convirtiéndose en el lanzador con más edad en la historia de Los Metros en lanzar un juego completo.
El 10 de enero de 2012 Batista volvió a firmar un contrato de ligas menores con los Mets, junto con Fernando Cabrera y el campocorto Sean Kazmar.
Hasta el momento Batista es concuerdo el mejor swing man de todos los tiempos de la MLB alcanzando 102 victorias y lanzando 1,956 entradas y 1/3 algo que nadie pensó podía ser posible para un jugador en ese rol en la era moderna

## Carrera como escritor
Además de ser un jugador de béisbol, Batista es conocido por su amor por la poesía y la filosofía, y ha escrito un libro de poesía en español titulado "Sentimientos en Blanco y Negro". Batista también ha publicado Ante los Ojos de la Ley, un thriller sobre un asesino en serie. La novela fue lanzada el 12 de diciembre de 2006 en los Estados Unidos en inglés bajo el título "The Avenger of Blood", y tuvo críticas variadas. Fue lanzado el 25 de enero de 2007 en Santo Domingo, su lugar de nacimiento y el 10 de febrero de 2007 en San Juan, Puerto Rico, donde ha tenido cierto éxito.
Batista es hasta el momento el único jugador latino americano en publicar varios libros y haberlos escrito el mismo.
En el año 2009 fue seleccionado por la revista Sporting News como uno de los diez atletas más inteligente de todos los deportes.
Conociendo la necesidad de la educación de los jugadores de béisbol para la vida, inició un after School Program denominado ULEAGUE en República Dominicana, el cual ha enviado con becas universitarias a 25 jóvenes jugadores de Béisbol. Esta iniciativa la realizó junto a Pablo Ulloa y cuentan con el primer índoor facility en Santo Domingo, y el complejo más moderno de béisbol en el Centro de la Ciudad.
Actualmente busca la forma de montar un modelo educativo que permita que los jugadores de Béisbol que no son o no será profesionales estudien y tengas más oportunidades para la vida. 
Su visión del jugador es que sea un ser humano integral para lo cual apoya a la fundancion RBiCG Sports Academy en sus actividades con equipos de MLB y en la creación del primer Bachillerato Especializado para Atletas en República Dominicana. 